# Epicypta spatiosa
Epicypta spatiosa är en tvåvingeart som beskrevs av Wu 2003. Epicypta spatiosa ingår i släktet Epicypta och familjen svampmyggor. Inga underarter finns listade i Catalogue of Life.